# Gluconat de calci
El gluconat de calci, Calcium gluconate és un suplement mineral i un fàrmac. Com a medicament es dona per injecció intravenosa per tractar els baixos nivells en sang del calci i els alts nivells en sang de potassi i la toxicitat per magnesi. També és utilitzat en el tractament de cremades per àcid fluorhídric en forma de crema o gel.
Generalment només cal com suplement quan no hi ha prou calci en la dieta. Com suplement es pot donar per tractar o prevenir l'osteoporosi o el raquitisme.